# Józef Koffler
Józef Koffler (Stryj (Àustria-Hongria), 28 de novembre de 1896 - Krosno, (Polònia) 1944) va ser un compositor polonès, professor de música, musicòleg i columnista musical.
Va ser el primer compositor polonès que vivia abans de la Segona Guerra Mundial per aplicar la tècnica de composició de dotze tons (dodecafonia).
Va estudiar de 1914 a 1916 a Lwów i de 1918 a 1924 va estudiar música a l'Acadèmia de Música i les Arts Escèniques a Viena. Els seus professors eren Paul Graener i Felix Weingartner. De 1928 a 1941 Koffler va ser professionalment actiu com a professor de música a Lwów, ensenyant al Conservatori de Lwów. El compositor de l'exili polonès Roman Haubenstock-Ramati va estudiar en la composició 1920-1923 juntament amb Koffler a Lwów.
Va entrar en contacte amb Edward Clark, el director d'orquestra britànic, productor de música de la BBC i antic alumne d'Arnold Schoenberg. Les seves "Variacions sobre un vals de Johann Strauss", Op. 23 (1935) les va dedicar "À mon ami Edward Clark".
Quan les tropes alemanyes van entrar al poble, Koffler va ser capturat amb la seva esposa i fill i es va traslladar a la força al gueto a Wieliczka (Polònia). El seu nou destí, inclosa la data, la ubicació i la manera de la seva mort són desconeguts. A principis de 1944, ell i la seva família van ser assassinats probablement per un dels Einsatzgruppen alemanys prop de Krosno (al sud de Polònia) on s'amagava després de la liquidació del gueto a Wieliczka.
La major part de les partitures inèdites de Koffler van desaparèixer a la revolta de la Segona Guerra Mundial, quan va morir en l'Holocaust. Només després de la guerra es van publicar dues obres entre les seves nombroses composicions. Van ser alliberats per l'editorial polonesa PWM i estan disponibles avui. Són: String Trio, Op. 10 i Cantata Love, Op. 14. Diversos dels seus treballs s'han publicat en registres.

## Llista de composicions per data i número d'opus
- Cançons esclaves (Chanson Slave) (abans de 1918)
- Dues cançons (Zwei Lieder) - per soprano i piano op.1 (1917)
- Ouverture "Hanifa" op.2 (desaparegut)
- Suite Oriental op.3 (desapareguda)
- Sielanka ("Idyl") per a orquestra de cambra op.4 (desapareguda)
- Quartet de corda "op.5 (desaparegut)
- 40 cançons populars poloneses op.6 (1925)
- Musique de ballet op.7 (1926)
- Musique. Quasi una sonata op.8, a Karol Szymanowski (1927)
- 15 variacions en una sèrie de 12 tons (15 variacions d'après uneix suite de dues tones) op.9 (1927)
- Trio de cordes op.10 (1928)
- Simfonia op.11 (1930)
- Sonatina op.12 (1930)
- 15 variacions sobre una sèrie de 12 tons op.9a, orquestració de cordes de l'opus 9 (1931)
- Concert per a piano op.13 (1932)
- Cantata Love (Die Liebe) per a la veu, la viola, el violoncel i el clarinet op.14 amb el text de Corinthian * 1. Letter Ode to Love and St. Paul (1931)
- Ballet-Oratorium Alles durch MOW (Institut de Correspondència Diària) per a ballarins, soprano i baríton en * solitari, cor i orquestra op.15 (1932)
- Divertimento (Petita serenata) per a oboè, clarinet i fagot op.16 (1931, desaparegut)
- II Simfonia op.17 (1933)
- Capriccio per a violí i piano op.18 (1936)
- Sonata per a piano op.19 (1935, desapareguda)
- Quartet de corda a l'op. 20 (1934, desaparegut)
- III Simfonia op.21 (1935)
- Quatre poèmes per a violí i piano op.22 (1935)
- Variations sur une valse de Johann Strauss op.23 (1935); dedicat a Edward Clark
- Elaboració de nadales poloneses nadalenques per a cor (1934-1936)
- Suite polonesa per a orquestra de cambra op.24 (1936)
- Petita suite segons Klavierbüchlein für Anna Magdalena Bach de JS Bach (aproximadament 1937, desapareguda)
- Orquestració de les variacions Goldberg de JS Bach per a petita orquestra (1938)
- Händeliana, 30 variacions sobre el tema de Passacaglia d' Händel (abans de 1940, desapareguda)
- Joyful ouverture op.25 (1940, desaparegut)
- IV Simfonia op.26 (1940)
- Quatre peces per a nens (Cztery utwory dziecięce) per a piano (abans de 1940)
- Esquetxos ucraïnesos (Szkice ukraińskie) op.27 per a quartet de cordes (abans de 1941)
- Música per a drames escènics (desapareguts)
- Llista completa de composicions
- Obres totalment preservades
- Cançó esclava (abans de 1918)
- Zwei Lieder - Dues cançons per a soprano i piano op.1 (1917)
- 40 cançons populars poloneses op.6 (1925)
- Musique de ballet op.7 (1926)
- Musique. Quasi una sonata op.8, a Karol Szymanowski (1927)
- 15 variacions en una sèrie de 12 tons (15 variacions d'après uneix suite de dues tones) op.9 (1927)
- 15 variacions sobre una sèrie de 12 tons op.9a, orquestració de l'opus 9 per a orquestra de corda (1931)
- Trio de cordes op.10 (1928)
- Simfonia op.11 (1930)
- Sonatina op.12 (1930)
- Concert per a piano op.13 (1932)
- Love (Die Liebe) cantata per a veu, viola, violoncel i clarinet op.14 (1931)
- Ballet-Oratorium "Alles durch MOW (Institut de Correspondència Diària) per a ballarins, soprano i baríton en solitari, cor i orquestra op.15 (1932)
- II Simfonia op.17 (1933)
- Capriccio per a violí i piano op.18 (1936)
- III Simfonia op.21 (1935)
- Quatre poèmes per a violí i piano op.22 (1935)
- Variations sur une valse de Johann Strauss op.23 (1935); dedicat a Edward Clark
- Elaboració de nadales poloneses nadalenques per a cor (1934-1936)
- Orquestració de les variacions Goldberg de JS Bach per a petita orquestra (1938)
- IV Simfonia op.26 (1940)
- Quatre peces per a nens (Cztery utwory dziecięce) per a piano; abans de 1940
- Esquetxos ucraïnesos (Szkice ukraińskie) op.27 per a quartet de cordes (abans de 1941)

## Obres perdudes
- Ouverture "Hanifa" op.2 (desaparegut)
- Suite oriental op.3 (desapareguda)
- Sielanka ("Idyl") per a orquestra de cambra op.4 (desapareguda))
- Quartet de corda op.5 (desaparegut)
- Divertimento (Petita serenata) per a oboè, clarinet i fagot op.16 (desaparegut)
- Sonata per a piano op.19 (1935)
- Quartet de corda a l'op. 20 (1934)
- Suite polonesa per a orquestra de cambra op.24 (1936)
- Petita suite segons Klavierbüchlein für Anna Magdalena Bach de JS Bach (aproximadament 1937, desapareguda)
- Obertura alegre op.25 (1940, desapareguda)
- Händeliana, 30 variacions sobre el tema de Passacaglia d'Händel (abans de 1940, desapareguda)

## Llista de composicions per instrument
- Música per a piano
- Cançó esclava (abans de 1918)
- 40 cançons populars poloneses op.6 (1925) (les cançons es poden realitzar sense la veu solista)
- Musique de ballet op.7 (1926)
- Musique. Quasi una sonata op.8, a Karol Szymanowski (1927)
- 15 variacions en una sèrie de 12 tons (15 variacions d'après uneix suite de dues tones) op.9 (1927)
- Sonatina op.12 (1930)
- Sonata per a piano op.19 (1935, desapareguda)
- Variations sur une valse de Johann Strauss op.23 (1935)
- Quatre peces per a nens (Cztery utwory dziecięce) per a piano; abans de 1940)

## Música de cambra
- Quartet de corda op.5 (desaparegut)
- Trio de cordes op.10 (1928)
- Divertimento (Petita serenata) per a oboè, clarinet i fagot op.16 (1931, desaparegut)
- Capriccio per a violí i piano op.18 (1936)
- Quartet de corda a l'op. 20 (1934, desaparegut)
- Quatre poèmes per a violí i piano op.22 (1935)
- Esquetxos ucraïnesos (Szkice ukraińskie) op.27 per a quartet de cordes (abans de 1941)

## Música orquestral
- Uverture "Hanifa" op.2 (desaparegut)
- Suite oriental op.3 (desapareguda)
- Sielanka ("Idyl") per a orquestra de cambra op.4 (desapareguda)
- 15 variacions en una sèrie de 12 tons (15 variacions d'après uneix suite de dues tones) op.9 (1927)
- Simfonia op.11 (1930)
- Concert per a piano op.13 (1932)
- II Simfonia op.17 (1933)
- III Simfonia op.21 (1935)
- Suite polonesa per a orquestra de cambra op.24 (1936, desapareguda)
- IV Simfonia op.26 (1940)
- Joyful ouverture op.25 (1940, desaparegut)
- Händeliana, 30 variacions sobre el tema de Passacaglia d'Händel, abans de 1940, van desaparèixer)
- Petita suite segons Klavierbüchlein für Anna Magdalena Bach de JS Bach (aproximadament 1937, desapareguda)
- Orquestració de les variacions Goldberg de JS Bach per a petita orquestra (1938)
- Música per a drames escènics (desapareguts)

## Música vocal
- Zwei Lieder - Two Songs per soprano i piano op.1 (1917)
- 40 cançons populars poloneses op.6 (1925) (vegeu també sota les obres de piano)
- Love (Die Liebe) cantata per a veu, viola, violoncel i clarinet op.14 (1931)
- Ballet-Oratorium Alles durch MOW (Institut de Correspondència Diària) per a ballarins, soprano i baríton en * solitari, cor i orquestra op.15 (1932)
- Elaboració de nadales poloneses nadalenques per a cor (1934-1936)